# Finale de la Ligue Europa 2010-2011
La finale de la Ligue Europa 2010-2011 est la 40e finale de la Ligue Europa de l'UEFA, et la 2e depuis la réforme de l’ancienne Coupe UEFA. Ce match de football a lieu le 18 mai 2011 à l'Aviva Stadium de Dublin, en Irlande.
Elle oppose les deux équipes portugaises du FC Porto et du Sporting Braga. Le match se termine par une victoire des Portuans sur le score de 1 but à 0, il s'agit de leur deuxième titre dans la compétition après 2003.
Vainqueur de la finale, le FC Porto est à ce titre qualifié pour la Supercoupe d'Europe 2011 contre le FC Barcelone, vainqueur de la finale de la Ligue des champions.

## Stade

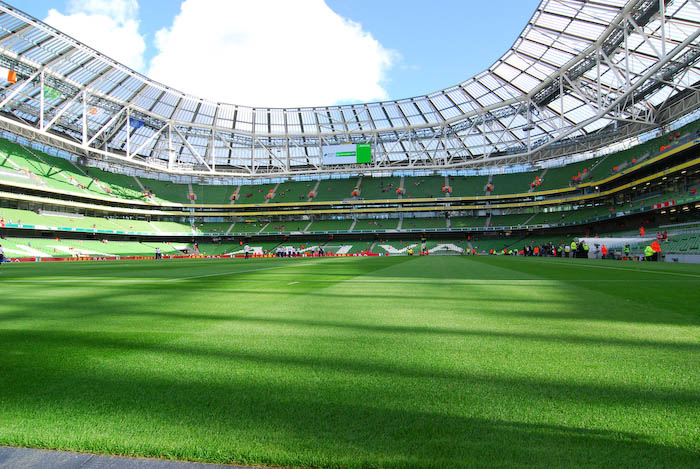
Le Stade Aviva, lieu de la finale entre le FC Porto et le Sporting Braga.

L'Aviva Stadium est annoncé comme hôte de la finale par l’UEFA le 29 janvier 2009,. Il s'agît de la première finale de coupe d'Europe organisée en Irlande.
Construit sur l'emplacement de l’ancien Lansdowne Road entre 2007 et 2010, le stade accueille les rencontres de l'équipe d'Irlande de football et de rugby. Sa capacité est de 51 700 places.

## Parcours des finalistes
Note : dans les résultats ci-dessous, le score du finaliste est toujours donné en premier (D : domicile ; E : extérieur).
| Rang | Équipe       | Pts | J | G | N | P | Bp | Bc | Diff |
| ---- | ------------ | --- | - | - | - | - | -- | -- | ---- |
| 1    | FC Porto     | 16  | 6 | 5 | 1 | 0 | 14 | 4  | +10  |
| 2    | Beşiktaş JK  | 13  | 6 | 4 | 1 | 1 | 9  | 6  | +3   |
| 3    | Rapid Vienne | 3   | 6 | 1 | 0 | 5 | 5  | 12 | -7   |
| 4    | CSKA Sofia   | 3   | 6 | 1 | 0 | 5 | 4  | 10 | -6   |

| Rang | Équipe            | Pts | J | G | N | P | Bp | Bc | Diff |
| ---- | ----------------- | --- | - | - | - | - | -- | -- | ---- |
| 1    | Chakhtar Donetsk  | 15  | 6 | 5 | 0 | 1 | 12 | 6  | +6   |
| 2    | Arsenal FC        | 12  | 6 | 4 | 0 | 2 | 18 | 7  | +11  |
| 3    | Sporting Braga    | 9   | 6 | 3 | 0 | 3 | 5  | 11 | -6   |
| 4    | Partizan Belgrade | 0   | 6 | 0 | 0 | 6 | 2  | 13 | -11  |

## Match

### Feuille de match
| 18 mai 2011 | FC Porto   | 1 - 0   | Sporting Braga | Aviva Stadium, Dublin                                    |                                                          |
| 20h45 CEST  | Falcao 44e | (1 - 0) |                | Spectateurs : 45 391 Arbitrage : Carlos Velasco Carballo | Spectateurs : 45 391 Arbitrage : Carlos Velasco Carballo |
| 20h45 CEST  | Rapport    |         |                | Spectateurs : 45 391 Arbitrage : Carlos Velasco Carballo | Spectateurs : 45 391 Arbitrage : Carlos Velasco Carballo |

| Porto | Braga |

| G                 | 1  | Helton             | 90e   |     |
| AD                | 21 | Cristian Săpunaru  | 49e   |     |
| DC                | 14 | Rolando            | 90+3e |     |
| DC                | 30 | Nicolás Otamendi   |       |     |
| AG                | 5  | Álvaro Pereira     |       |     |
| MDf               | 25 | Fernando           |       |     |
| MC                | 6  | Fredy Guarín       |       | 73e |
| MC                | 8  | João Moutinho      |       |     |
| AiD               | 12 | Hulk               |       |     |
| AiG               | 17 | Silvestre Varela   |       | 79e |
| AC                | 9  | Radamel Falcao     |       |     |
| Remplaçants :     |    |                    |       |     |
| G                 | 24 | Beto               |       |     |
| D                 | 4  | Maicon             |       |     |
| M                 | 7  | Fernando Belluschi |       | 73e |
| M                 | 23 | Souza              |       |     |
| M                 | 28 | Rúben Micael       |       |     |
| A                 | 18 | Walter             |       |     |
| A                 | 19 | James Rodríguez    |       | 79e |
| Entraîneur :      |    |                    |       |     |
| André Villas-Boas |    |                    |       |     |

| Homme du match : Radamel Falcao (Porto) Arbitres assistants : Roberto Alonso Fernández Jesús Calvo Guadamuro Carlos Clos Gómez Antonio Rubinos Pérez Quatrième arbitre : David Fernández Borbalán Arbitre de réserve : Juan Carlos Yuste Jiménez |

| G                  | 1  | Artur Moraes      |     |     |
| AD                 | 15 | Miguel Garcia     | 55e |     |
| DC                 | 3  | Paulão            |     |     |
| DC                 | 2  | Alberto Rodríguez |     | 46e |
| AG                 | 28 | Sílvio            | 30e |     |
| MC                 | 27 | Custódio          |     |     |
| MC                 | 88 | Vandinho          |     |     |
| MO                 | 45 | Hugo Viana        | 24e | 46e |
| AiD                | 30 | Alan              |     |     |
| AiG                | 9  | Paulo César       |     |     |
| AC                 | 18 | Lima              |     | 66e |
| Remplaçants :      |    |                   |     |     |
| G                  | 42 | Cristiano         |     |     |
| D                  | 4  | Kaká              | 80e | 46e |
| D                  | 20 | Elderson          |     |     |
| M                  | 8  | Márcio Mossoró    | 59e | 46e |
| M                  | 25 | Leandro Salino    |     |     |
| A                  | 10 | Hélder Barbosa    |     |     |
| A                  | 19 | Albert Meyong     |     | 66e |
| Entraîneur :       |    |                   |     |     |
| Domingos Paciência |    |                   |     |     |

### Statistiques
| Statistique    | Porto | Braga |
| -------------- | ----- | ----- |
| Buts marqués   | 1     | 0     |
| Tirs           | 5     | 5     |
| Tirs cadrés    | 1     | 1     |
| Possession     | 58%   | 42%   |
| Corners        | 3     | 0     |
| Fautes         | 11    | 10    |
| Hors-jeux      | 3     | 1     |
| Cartons jaunes | 0     | 2     |
| Cartons rouges | 0     | 0     |

| Statistique    | Porto | Braga |
| -------------- | ----- | ----- |
| Buts marqués   | 0     | 0     |
| Tirs           | 3     | 4     |
| Tirs cadrés    | 0     | 2     |
| Possession     | 50%   | 50%   |
| Corners        | 4     | 3     |
| Fautes         | 12    | 9     |
| Hors-jeux      | 1     | 5     |
| Cartons jaunes | 3     | 3     |
| Cartons rouges | 0     | 0     |

| Statistique    | Porto | Braga |
| -------------- | ----- | ----- |
| Buts           | 1     | 0     |
| Tirs           | 8     | 9     |
| Tirs cadrés    | 1     | 3     |
| Possession     | 55%   | 45%   |
| Corners        | 7     | 3     |
| Fautes         | 23    | 19    |
| Hors-jeux      | 4     | 6     |
| Cartons jaunes | 3     | 5     |
| Cartons rouges | 0     | 0     |